# 埃斯基普拉斯 (馬塔加爾帕省)
埃斯基普拉斯（西班牙語：Esquipulas），是尼加拉瓜的城鎮，位於該國中部，由馬塔加爾帕省負責管轄，始建於1944年，面積219平方公里，海拔高度517米，2005年人口15,877，人口密度每平方公里72.5人。
12°40′N 85°47′W / 12.667°N 85.783°W